# Grand Prix Francie 1967
Grand Prix Francie 1967 (oficiálně 53e Grand Prix de l'ACF) se jela na okruhu Bugatti Circuit v Le Mans ve Francii dne 2. července 1967. Závod byl pátým v pořadí v sezóně 1967 šampionátu Formule 1.

## Závod
| Poř.   | No. | Jezdec               | Konstruktér     | Počet kol | Čas/Odstoupení | Pořadí na startu | Body |
| ------ | --- | -------------------- | --------------- | --------- | -------------- | ---------------- | ---- |
| 1      | 3   | Jack Brabham         | Brabham-Repco   | 80        | 2:13:21.3      | 2                | 9    |
| 2      | 4   | Denny Hulme          | Brabham-Repco   | 80        | + 49.5         | 6                | 6    |
| 3      | 10  | Jackie Stewart       | BRM             | 79        | + 1 kolo       | 10               | 4    |
| 4      | 18  | Jo Siffert           | Cooper-Maserati | 77        | + 3 kola       | 11               | 3    |
| 5      | 15  | Chris Irwin          | BRM             | 76        | Motor          | 9                | 2    |
| 6      | 14  | Pedro Rodríguez      | Cooper-Maserati | 76        | + 4 kola       | 13               | 1    |
| NC     | 16  | Guy Ligier           | Cooper-Maserati | 68        | + 12 kol       | 15               |      |
| Ret    | 2   | Chris Amon           | Ferrari         | 47        | Klapka         | 7                |      |
| Ret    | 9   | Dan Gurney           | Eagle-Weslake   | 40        | Únik paliva    | 3                |      |
| Ret    | 12  | Jochen Rindt         | Cooper-Maserati | 33        | Motor          | 8                |      |
| Ret    | 8   | Bruce McLaren        | Eagle-Weslake   | 26        | Zapalování     | 5                |      |
| Ret    | 6   | Jim Clark            | Lotus-Ford      | 23        | Diferenciál    | 4                |      |
| Ret    | 17  | Bob Anderson         | Brabham-Climax  | 16        | Zapalování     | 14               |      |
| Ret    | 7   | Graham Hill          | Lotus-Ford      | 13        | Diferenciál    | 1                |      |
| Ret    | 11  | Mike Spence          | BRM             | 9         | Hřídel         | 12               |      |
| WD     | 1   | Ludovico Scarfiotti  | Ferrari         |           |                |                  |      |
| WD     | 5   | John Surtees         | Honda           |           |                |                  |      |
| WD     | 19  | Jo Bonnier           | Cooper-Maserati |           |                |                  |      |
| WD     | 20  | Jean-Pierre Beltoise | Matra-Ford      |           |                |                  |      |
| WD     | 21  | Johnny Servoz-Gavin  | Matra-Ford      |           |                |                  |      |
| Zdroj: |     |                      |                 |           |                |                  |      |

## Průběžné pořadí po závodě
Pohár jezdců
|        | Pořadí | Jezdec          | Body |
| ------ | ------ | --------------- | ---- |
|        | 1      | Denny Hulme     | 22   |
| 4      | 2      | Jack Brabham    | 16   |
| 1      | 3      | Pedro Rodríguez | 12   |
| 1      | 4      | Chris Amon      | 11   |
| 1      | 5      | Jim Clark       | 10   |
| Zdroj: |        |                 |      |

Pohár konstruktérů
|        | Pořadí | Konstruktér     | Body |
| ------ | ------ | --------------- | ---- |
|        | 1      | Brabham-Repco   | 27   |
|        | 2      | Cooper-Maserati | 17   |
| 3      | 3      | BRM             | 11   |
| 1      | 4      | Ferrari         | 11   |
| 1      | 5      | Lotus-Ford      | 10   |
| Zdroj: |        |                 |      |